# Список эпизодов телесериала «Папашина армия»
Ниже приведён список эпизодов телесериала «Папашина армия».

## Обзор
| Сезон | Сезон | Эпизодов | Дата выхода в эфир | Дата выхода в эфир |
| Сезон | Сезон | Эпизодов | Дата начала        | Дата завершения    |
| ----- | ----- | -------- | ------------------ | ------------------ |
|       | 1     | 6        | июль 31, 1968      | сентябрь 11, 1968  |
|       | 2     | 6        | март 1, 1969       | апрель 5, 1969     |
|       | 3     | 14       | сентябрь 11, 1969  | декабрь 11, 1969   |
|       | 4     | 13       | сентябрь 25, 1970  | декабрь 18, 1970   |
|       | РС    | 1        | декабрь 27, 1971   | декабрь 27, 1971   |
|       | 5     | 13       | октябрь 6, 1972    | декабрь 29, 1972   |
|       | 6     | 7        | октябрь 31, 1973   | декабрь 12, 1973   |
|       | 7     | 6        | ноябрь 15, 1974    | декабрь 23, 1974   |
|       | 8     | 6        | сентябрь 5, 1975   | октябрь 10, 1975   |
|       | РС    | 2        | декабрь 26, 1975   | декабрь 26, 1976   |
|       | 9     | 6        | октябрь 2, 1977    | ноябрь 13, 1977    |

## Сезон 1 (1968)
| № | # | Название                                                  | Дата записи    | Дата выхода в эфир |
| --- | - | --------------------------------------------------------- | -------------- | ------------------ |
| 1 | 1 | «Человек и час» «The Man and the Hour»                    | 15 апреля 1968 | 31 июля 1968       |
| Узнав о формировании ополчения, Джордж Маннеринг, банковский служащий, формирует взвод в Уолмингтоне-на-море. Он объявляет себя капитаном, а своего шефа Уилсона — клириком и старшим сержантом. |   |                                                           |                |                    |
| 2 | 2 | «Музейный экспонат» «Museum Piece»                        | 22 апреля 1968 | 7 августа 1968     |
| 3 | 3 | «Решение команды» «Command Decision»                      | 29 апреля 1968 | 14 августа 1968    |
| 4 | 4 | «Враг внутри ворот» «The Enemy Within the Gates»          | 6 июня 1968    | 28 августа 1968    |
| 5 | 5 | «Показ капрала Джонса» «The Showing Up of Corporal Jones» | 13 мая 1968    | 4 сентября 1968    |
| 6 | 6 | «Стреляющие боли» «Shooting Pains»                        | 20 мая 1968    | 11 сентября 1968   |

## Сезон 2 (1969)
Утерянные эпизоды отмечены знаком «†».
| № | # | Название                                                                       | Дата записи     | Дата выхода в эфир |
| --- | - | ------------------------------------------------------------------------------ | --------------- | ------------------ |
| 7 | 1 | «Операция „Килт“» «Operation Kilt»                                             | 13 октября 1968 | 1 марта 1969       |
| 8 | 2 | «Битва в коттедже Годфри» «The Battle of Godfrey’s Cottage»                    | 20 октября 1968 | 8 марта 1969       |
| 9 | 3 | «Одиночество дальнего странника»† «The Loneliness of the Long Distance Walker» | 27 октября 1968 | 15 марта 1969      |
| 10 | 4 | «Маленький секрет сержанта Уилсона» «Sgt. Wilson’s Little Secret»              | 15 ноября 1968  | 22 марта 1969      |
| 11 | 5 | «Нашивка для фрейзера»† «A Stripe for Frazer»                                  | 15 ноября 1968  | 29 марта 1969      |
| Когда капитан Бейли сообщает Маннерингу, что он может выбрать младшего капрала, последний выбирает Фрейзер. Капрал Джонс и Фрейзер пытаются оказать впечатление на Маннеринга, и просят сделать его капралом. Эпизод заканчивается тем, что Фрейзер врывается в офис с багром. |   |                                                                                |                 |                    |
| 12 | 6 | «Под огнём»† «Under Fire»                                                      | 27 ноября 1968  | 5 апреля 1969      |

## Сезон 3 (1969)
| №  | #  | Название                                                                         | Дата записи     | Дата выхода в эфир |
| -- | -- | -------------------------------------------------------------------------------- | --------------- | ------------------ |
| 13 | 1  | «Бронированная сила капрала Джонса» «The Armoured Might of Lance Corporal Jones» | 25 мая 1969     | 11 сентября 1969   |
| 14 | 2  | «Боевая школа» «Battle School»                                                   | 1 июня 1969     | 18 сентября 1969   |
| 15 | 3  | «У льва есть телефон» «The Lion Has Phones»                                      | 8 июня 1969     | 25 сентября 1969   |
| 16 | 4  | «Пуля не для стрельбы» «The Bullet is Not for Firing»                            | 22 июня 1969    | 2 октября 1969     |
| 17 | 5  | «Что-то мерзкое в погребе» «Something Nasty in the Vault»                        | 15 июня 1969    | 9 октября 1969     |
| 18 | 6  | «Номер внизу» «Room at the Bottom»                                               | 29 июня 1969    | 16 октября 1969    |
| 19 | 7  | «Большие пушки» «Big Guns»                                                       | 6 июля 1969     | 23 октября 1969    |
| 20 | 8  | «День, когда воздушный шар взлетел» «The Day the Balloon Went Up»                | 23 октября 1969 | 30 октября 1969    |
| 21 | 9  | «Танец войны» «War Dance»                                                        | 30 октября 1969 | 6 ноября 1969      |
| 22 | 10 | «Угроза из глубины» «Menace from the Deep»                                       | 7 ноября 1969   | 13 ноября 1969     |
| 23 | 11 | «Заклеймлённый» «Branded»                                                        | 14 ноября 1969  | 20 ноября 1969     |
| 24 | 12 | «Охота на человека» «Man Hunt»                                                   | 21 ноября 1969  | 27 ноября 1969     |
| 25 | 13 | «Нет весны для фрейзера» «No Spring for Frazer»                                  | 28 ноября 1969  | 4 декабря 1969     |
| 26 | 14 | «Сыновья моря» «Sons of the Sea»                                                 | 5 декабря 1969  | 11 декабря 1969    |

## Сезон 4 (1970)
| №  | #  | Название                                                 | Дата записи     | Дата выхода в эфир |
| -- | -- | -------------------------------------------------------- | --------------- | ------------------ |
| 27 | 1  | «Большой парад» «The Big Parade»                         | 17 июля 1970    | 25 сентября 1970   |
| 28 | 2  | «Не забывайте дайвера» «Don’t Forget the Diver»          | 24 июля 1970    | 2 октября 1970     |
| 29 | 3  | «Ботинки, ботинки, ботинки» «Boots, Boots, Boots»        | 31 июля 1970    | 9 октября 1970     |
| 30 | 4  | «Сержант — спасите моего мальчика!» «Sgt – Save My Boy!» | 27 июня 1970    | 16 октября 1970    |
| 31 | 5  | «Не обноси меня забором» «Don’t Fence Me In»             | 10 июля 1970    | 23 октября 1970    |
| 32 | 6  | «Отсутствующие друзья» «Absent Friends»                  | 7 августа 1970  | 30 октября 1970    |
| 33 | 7  | «Убери фонарь!» «Put That Light Out!»                    | 30 октября 1970 | 6 ноября 1970      |
| 34 | 8  | «Два с половиной пера» «The Two and a Half Feathers»     | 6 ноября 1970   | 13 ноября 1970     |
| 35 | 9  | «Мамашина армия» «Mum's Army»                            | 13 ноября 1970  | 20 ноября 1970     |
| 36 | 10 | «Тест» «The Test»                                        | 20 ноября 1970  | 27 ноября 1970     |
| 37 | 11 | «А. Уилсон (Менеджер)?» «A. Wilson (Manager)?»           | 27 ноября 1970  | 4 декабря 1970     |
| 38 | 12 | «Незваные гости» «Uninvited Guests»                      | 4 декабря 1970  | 11 декабря 1970    |
| 39 | 13 | «Поверженный идол» «Fallen Idol»                         | 11 декабря 1970 | 18 декабря 1970    |

## Рождественский спецвыпуск (1971)
| №  | Название                                 | Дата записи     | Дата выхода в эфир |
| -- | ---------------------------------------- | --------------- | ------------------ |
| 40 | «Битва гигантов» «Battle of the Giants!» | 19 октября 1971 | 27 декабря 1971    |

## Сезон 5 (1972)
| №  | #  | Название                                                                           | Дата записи    | Дата выхода в эфир |
| -- | -- | ---------------------------------------------------------------------------------- | -------------- | ------------------ |
| 41 | 1  | «Спящий в глубине» «Asleep in the Deep»                                            | 26 мая 1972    | 6 октября 1972     |
| 42 | 2  | «Сохранить молодой и красивой» «Keep Young and Beautiful»                          | 9 июня 1972    | 13 октября 1972    |
| 43 | 3  | «Прощание солдата» «A Soldier’s Farewell»                                          | 2 июня 1972    | 20 октября 1972    |
| 44 | 4  | «Ловля птицы» «Getting the Bird»                                                   | 19 мая 1972    | 27 октября 1972    |
| 45 | 5  | «Безрассудная езда капрала Джонса» «The Desperate Drive of Corporal Jones»         | 16 июня 1972   | 3 ноября 1972      |
| 46 | 6  | «Если крышка подходит…» «If the Cap Fits…»                                         | 30 июня 1972   | 10 ноября 1972     |
| 47 | 7  | «Король был в своей конторе» «The King was in his Counting House»                  | 23 июня 1972   | 17 ноября 1972     |
| 48 | 8  | «Всё благополучно собрано в» «All is Safely Gathered In»                           | 3 ноября 1972  | 24 ноября 1972     |
| 49 | 9  | «Когда Вы в последний раз видели свои деньги?» «When Did You Last See Your Money?» | 10 ноября 1972 | 1 декабря 1972     |
| 50 | 10 | «Мозги против мышц» «Brain Versus Brawn»                                           | 17 ноября 1972 | 8 декабря 1972     |
| 51 | 11 | «Кисть с законом» «A Brush with the Law»                                           | 26 ноября 1972 | 15 декабря 1972    |
| 52 | 12 | «Вокруг ходили огромные колёса» «Round and Round Went the Great Big Wheel»         | 1 декабря 1972 | 22 декабря 1972    |
| 53 | 13 | «Время в моих руках» «Time on My Hands»                                            | 8 декабря 1972 | 29 декабря 1972    |

## Сезон 6 (1973)
| №  | # | Название                                                                      | Дата записи  | Дата выхода в эфир |
| -- | - | ----------------------------------------------------------------------------- | ------------ | ------------------ |
| 54 | 1 | «Смертельная верность» «The Deadly Attachment»                                | 22 июня 1973 | 31 октября 1973    |
| 55 | 2 | «Мой британский приятель» «My British Buddy»                                  | 8 июня 1973  | 7 ноября 1973      |
| 56 | 3 | «Королевский поезд» «The Royal Train»                                         | 29 июня 1973 | 14 ноября 1973     |
| 57 | 4 | «Мы знаем наши луковицы» «We Know Our Onions»                                 | 15 июня 1973 | 21 ноября 1973     |
| 58 | 5 | «Достопочтенный человек» «The Honourable Man»                                 | 8 июля 1973  | 28 ноября 1973     |
| 59 | 6 | «Вещи, у которых появляются выбоины ночью» «Things that Go Bump in the Night» | 15 июля 1973 | 5 декабря 1973     |
| 60 | 7 | «Призывник» «The Recruit»                                                     | 22 июля 1973 | 12 декабря 1973    |

## Сезон 7 (1974)
| №  | # | Название                                          | Дата записи     | Дата выхода в эфир |
| -- | - | ------------------------------------------------- | --------------- | ------------------ |
| 61 | 1 | «Все ездят на автомобилях» «Everybody’s Trucking» | 27 октября 1974 | 15 ноября 1974     |
| 62 | 2 | «Человек дела» «A Man of Action»                  | 7 мая 1974      | 22 ноября 1974     |
| 63 | 3 | «Война горилл» «Gorilla Warfare»                  | 27 октября 1974 | 29 ноября 1974     |
| 64 | 4 | «Дело Годива» «The Godiva Affair»                 | 3 ноября 1974   | 6 декабря 1974     |
| 65 | 5 | «Капитанская машина» «The Captain’s Car»          | 17 ноября 1974  | 13 декабря 1974    |
| 66 | 6 | «Турецкий обед» «Turkey Dinner»                   | 10 декабря 1974 | 23 декабря 1974    |

## Сезон 8 (1975)
| №  | # | Название                                                | Дата записи  | Дата выхода в эфир |
| -- | - | ------------------------------------------------------- | ------------ | ------------------ |
| 67 | 1 | «?» «Ring Dem Bells»                                    | 3 июля 1975  | 5 сентября 1975    |
| 68 | 2 | «Когда Вам надо идти» «When You’ve Got to Go»           | 6 июня 1975  | 12 сентября 1975   |
| 69 | 3 | «Есть ещё мёд к чаю?» «Is There Honey Still for Tea?»   | 26 июня 1975 | 19 сентября 1975   |
| 70 | 4 | «Входите, Ваше время пришло» «Come in, Your Time is Up» | 10 июля 1975 | 26 сентября 1975   |
| 71 | 5 | «Крупные финансовые операции» «High Finance»            | 30 мая 1975  | 3 октября 1975     |
| 72 | 6 | «Лицо на плакате» «The Face on the Poster»              | 17 июля 1975 | 10 октября 1975    |

## Рождественские спецвыпуски (1975—1976)
| №  | # | Название                                             | Дата записи     | Дата выхода в эфир |
| -- | - | ---------------------------------------------------- | --------------- | ------------------ |
| 73 | 1 | «Мой брат и я» «My Brother and I»                    | 23 мая 1975     | 26 декабря 1975    |
| 74 | 2 | «Любовь трёх апельсинов» «The Love of Three Oranges» | 10 октября 1976 | 26 декабря 1976    |

## Сезон 9 (1977)
| №  | # | Название                                                  | Дата записи  | Дата выхода в эфир |
| -- | - | --------------------------------------------------------- | ------------ | ------------------ |
| 75 | 1 | «Пробуждайся, Уолмингтон» «Wake Up Walmington»            | 8 июля 1977  | 2 октября 1977     |
| 76 | 2 | «Становление рядового Пайка» «The Making of Private Pike» | 1 июля 1977  | 9 октября 1977     |
| 77 | 3 | «Рыцари безумия» «Knights of Madness»                     | 22 июля 1977 | 16 октября 1977    |
| 78 | 4 | «Сокровища скряги» «The Miser’s Hoard»                    | 14 июня 1977 | 23 октября 1977    |
| 79 | 5 | «Количество вовлечённых» «Number Engaged»                 | 15 июля 1977 | 6 ноября 1977      |
| 80 | 6 | «Никогда не слишком стар» «Never Too Old»                 | 29 июля 1977 | 13 ноября 1977     |

## Скетчи и короткометражки
В британскую передачу «Рождественская ночь со звёздами», показывавшуюся на BBC One на Рождество, четыре раза были включены скетчи из «Папашиной армии»:
- Санта в дозоре (англ. Santa On Patrol) (1968);
- Сопротивляясь агрессору через века (англ. Resisting the Aggressor Down the Ages) (1969);
- Корнский цветочный танец (англ. Cornish Floral Dance) (1970);
- Широковещание в империи (англ. Broadcast to the Empire) (1972)[19].

Скетч 1968 года был показан чёрно-белым, остальные были показаны цветными. Скетчи 1968 и 1970 годов отсутствуют в архивах BBC. Скетч 1969 года длится 20 минут, остальные длятся по 10 минут.
В 1974 и 1977 годах актеры из «Папашиной армии» появились в роли своих персонажей в общественных информационных фильмах по заказу Central Office of Information рассказать зрителям о том, как правильно пользоваться переходами типа «Пеликан».